# Bartosz Koziak
Bartosz Koziak (ur. 2 grudnia 1980) – polski wiolonczelista. Zwycięzca III Międzynarodowego Konkursu Wiolonczelowego im. Witolda Lutosławskiego (2001).

## Życiorys
Absolwent Uniwersytetu Muzycznego im. Fryderyka Chopina w Warszawie (w klasie prof. Kazimierza Michalika i Andrzeja Bauera) oraz Konserwatorium Paryskiego (w klasie Philippe’a Muller’a). Występował w wielu renomowanych salach koncertowych takich jak: Konzerthaus w Berlinie, Cité de la Musique w Paryżu, Rudolfinum w Pradze, Teatro Politeamas w Palermo, Filharmonia Narodowa w Warszawie oraz Studio Koncertowe Polskiego Radia im. Witolda Lutosławskiego w Warszawie. Nagrywał utwory muzyczne dla Polskiego Radia. Brał udział w wielu projektach muzycznych Krzysztofa Pendereckiego.
Reprezentowany jest przez Stowarzyszenie im. Ludwiga van Beethovena.

## Osiągnięcia
- Zwycięzca III Międzynarodowego Konkursu Wiolonczelowego im. Witolda Lutosławskiego w Warszawie (2001)
- Laureat II nagrody na konkursach Isang Yun’a w Tongyeong (Korea Południowa) (2006)
- Laureat i zwycięzca nagrody specjalnej w konkursie Praska Wiosna (Prague Spring Music Festival) w Pradze (2006)
- Drugie miejsce w Konkursie im. Mikoły Łysenko w Kijowie (2007)
- Zdobywca I nagrody na XI Międzynarodowym Konkursie Współczesnej Muzyki Kameralnej w Krakowie